# Бифиллиды
Бифиллиды (лат. Biphyllidae) — семейство насекомых инфраотряда Кукуйиформные из отряда жесткокрылых.

## Описание
Жуки длиной около 1,4—8,5 мм.
Распространены всесветно. Живут под корой мёртвых деревьев и питаются грибами.

## Палеонтология
Древнейшие представители семейства были найдены в верхнемеловом таймырском янтаре.

## Классификация
Около 200 видов. Семейство Biphyllidae было выделено в 1861 году крупным американским энтомологом Джоном Леконтом (1825—1883; описал более 5000 видов жуков). На территории России зарегистрировано 7 (или 8) видов из 2 родов.
- Род Althaesia Pascoe, 1860
- Род Anchorius Casey, 1900
- Род Anobocoelus Sharp, 1900
- Род Biphyllus Dejean, 1821
  - Biphyllus lunatus (Fabricius, 1792)
- Род Diplocoelus Guérin-Ménéville, 1844
- Род Euderopus Sharp, 1900
- Род Eurhanius Reitter, 1877
- Род Gonicoelus Sharp, 1900